# Roma Capannelle Cricket Club
Il Roma Capannelle Cricket Club è una squadra di serie A di cricket nata nel 1978 a Roma. È una delle squadre più titolate d'Italia, oltre a essere una delle più vecchie (con attività continuativa) e con più anni di militanza in Serie A. Con cinque titoli di Serie A, otto Coppe Italia, cinque Trofei Italia, e un Campionato Six a side per la prima squadra se ne aggiungono due titoli di Serie A femminili e i titoli di Campioni d'Italia giovanili: cinque volte Under 13, quattro Under 13, due Under 17 e una Under 19. 

## Storia
Negli anni 1960 a Roma numerose squadre di cricket formate da funzionari della FAO, delle ambasciate di Regno Unito, Australia e India, da alunni e insegnanti di scuole e collegi inglesi davano vita a un torneo chiamato Rome Ashes. Le partite si svolgevano nella Villa Doria Pamphilj, messa a disposizione dalla principessa Orietta che aveva sposato un nobile inglese.
Successivamente, in seguito all'esproprio della villa da parte del Comune di Roma, il cricket cominciò a sparire.
A questo punto, nel 1978, fu fondato da Alphonso Jayarajah insieme a Massimo Brian Da Costa, Desmon O'Grady e Sam Kahale a Roma il Doria Pamphili Cricket Club, l'odierno Roma Capannelle Cricket Club.
Alla fine dello stesso anno fu fondata a Roma l'Associazione Italiana Cricket (oggi Federazione Cricket Italiana) ed ebbe luogo il primo campionato regionale, vinto dal Doria Pamphili Cricket Club.
Nel marzo 1997 la Nazionale italiana ha disputato i mondiali del II gruppo in Malaysia e tra i convocati vi sono stati ben cinqueatleti del Capannelle (Amati, Da Costa, Maggio, Rajapakse, mentre F. A. Jayarajah è stato presente anche come delegato dell'AIC per i contatti internazionali).
Il Roma Capannelle C.C. dal 1983, grazie alla disponibilità dell'Ente Ippodromo, possiede il miglior pitch d'Italia. Numerosi suoi giocatori hanno militato nella Nazionale italiana a conferma della politica attuata da anni dal Roma Capannelle C.C. che avvicina giovani italiani che vanno scoprendo questo gioco a stranieri residenti a Roma.
Il suo capitano Francis Alphonsus Jayarajah ha diffuso, insieme a Simone Gambino, attuale presidente della Federazione Cricket Italiana, questo sport in Italia ed è stato il primo capitano della Nazionale Italiana.
Nel 1988 il R.C.C.C. ha visto tutte e quattro le competizioni organizzate dalla Associazione Italiana Cricket, e otto dei suoi giocatori sono stati selezionati per giocare con la nazionale. Ha partecipato a tornei internazionali in Spagna (nella Costa del Sol), a Parigi, a Londra, a due edizioni dell’European Club Cricket Festival a Durham al quale hanno preso parte squadre provenienti dalla Norvegia, Svezia, Lussemburgo, Francia, Danimarca, Svizzera e Germania classificandosi seconda. In Inghilterra, si è confrontato con la squadra dell'ippodromo di Ascot, dando luogo a un derby tra ippodromi famosi. Inoltre ha partecipato, quale vincitrice dello scudetto 1991, alla coppa dei Campioni a Parigi, ove, pur con una formazione ridotta a causa di ben cinque titolari assenti per esami universitari, è giunta seconda.
A ottobre del 1996 è stata invitata a partecipare al torneo per il XX anniversario del FEAX C.C. a Corfù (Grecia) con buoni risultati. Le tournée all'estero del Club sono ancora organizzate durante i mesi estivi, visitanto soprattutto l'Inghilterra e la città di Londra contro cui dopo oltre tre decenni si sono create delle vere e proprie rivalità contro storici club londinesi che in primavera e autunno vengono a Roma per risfidare il club romano.
Il Roma Capannelle Cricket Club negli anni successivi ha vinto cinque volte il Campionato italiano (1988-90-91-2000-2013) e per nove volte si è classificato secondo. Otto volte invece ha conquistato la Coppa Italia. Inoltre è stato il vincitore di numerosi tornei riservati ai giocatori italiani e giovani come il Trofeo Italia (5 su 7) e il Campionato Italiano six-a-side a cui si aggiungono i dodici titoli di Campioni d'Italia per Under 13, U15, U17 e U19. Negli ultimi anni grazie ai numerosi progetti di sviluppo e promozione del Cricket nelle scuole il club hanno portato avanti la sezione femminile, che ha vinto i suoi due primi titoli nazionali nel 2010 e 2011 e ha prodotto decine di atlete di cricket nate in Italia.
Il 28 luglio 2013, battendo il Kingsgrove di Milano, il Roma Capannelle Cricket Club diventa per la 5ª volta nella sua storia campione d'Italia.
Negli ultimi anni il Roma Capannelle, l'unica squadra della capitale a militare in Serie A sta applicando un "ringiovanimento" che vede nella formazione titolare l'impiego di alcuni tra i giovani più interessanti del cricket Italiano, tra cui ricordiamo Leandro Jayarajah, Michele Morettini, Kevin Kekulawala, Emi Ghulam e Giorgio Scalco insieme ai più giovani Ion Racila, Maruf Anowar e Zaryan Ijaz.
Al contempo il Club, oltre alle diverse sezioni giovanile, e alla squadra femminile ha aumentato l'attività seniores, con l'aggiunta del 2nd XI, ossia la seconda squadra, che include giocatori con meno esperienza, giovani e meno giovani e giocatori ai margini della squadra di Serie A. Inoltre è stata fondata per la prima volta in Italia una formazioni di Veterani ossia la XL XI, la squadra Over 40, principalmente in sfide contro Club esteri in visita a Roma. 
I recenti successi tricolori del Roma Capannelle CC nel settore giovanile con due titoli consecutivi Under 13 e uno nell'Under 15 confermano che i progetti giovanili e di promozione del cricket nelle scuole e nel territorio che continuano a essere organizzati dal Club danno i propri frutti tanto che nel 2019 il Club ha aperto un nuovo settore giovanile per i piccolissimi: Little Cricket Under 7 - avviamento allo sport attraverso il Cricket. 

## Cronistoria
- 1981 Vincitore Campionato Laziale (con il nome di Doria Pamphili CC)
- 1983 Serie A
- 1984 Serie A
- 1985 Serie A
- 1986 Serie A, Vincitore Trofeo Italia
- 1987 Serie A
- 1988 Serie A Campione d'Italia, Vincitore Coppa Italia, Vincitore Trofeo Italia, Vincitore Campionato Italiano Six a Side
- 1989 Serie A,Vincitore Coppa Italia, Vincitore Trofeo Italia
- 1990 Serie A Campione d'Italia, Vincitore Coppa Italia
- 1991 Serie A Campione d'Italia
- 1992 Serie A,Vincitore Coppa Italia
- 1993 Serie A,Vincitore Coppa Italia
- 1994 Serie A,Vincitore Coppa Italia
- 1995 Serie A,Vincitore Coppa Italia
- 1996 Serie A,Vincitore Coppa Italia
- 1997 Serie A
- 1998 Serie A
- 1999 Serie A, Vincitore Campionato Italiano Under 13
- 2000 Serie A Campione d'Italia
- 2001 Serie A, Vincitore Campionato Italiano Under 13
- 2002 Serie A, Vincitore Campionato Italiano Under 15
- 2003 Serie A, Vincitore Campionato Italiano Under 15
- 2004 Serie A, Vincitore Campionato Italiano Under 17
- 2005 Serie A, Vincitore Campionato Italiano Under 19, Vincitore Campionato Italiano Under 13
- 2006 Serie A
- 2007 Serie A, Vincitore Campionato Italiano Under 13
- 2008 Serie A, Vincitore Campionato Italiano Under 15
- 2009 Serie A, Campione d'Italia Serie A Femminile, Vincitore Campionato Italiano Under 17
- 2010 Serie A, Campione d'Italia Serie A Femminile,
- 2011 Serie A
- 2012 Serie A
- 2013 Serie A Campione d'Italia
- 2014 Serie A
- 2015 Serie A
- 2016 Serie A
- 2017 Serie A, Vincitore Campionato Italiano Under 13
- 2018:Serie A, Vincitore Campionato Italiano Under 13
- 2018:Serie A, Vincitore Campionato Italiano Under 15
- 2019:Serie A

## Giocatori
| S/N            | Name                | Naz.                   | Data di nascita (età) | Batting style | Bowling style         | Note     |
| Batsmen        | Batsmen             | Batsmen                | Batsmen               | Batsmen       | Batsmen               | Batsmen  |
| -------------- | ------------------- | ---------------------- | --------------------- | ------------- | --------------------- | -------- |
| 28             | Leandro Jayarajah   | Italia (bandiera)      | 28 maggio 1987        | Right-handed  | Right-arm off spin    | Capitano |
| 7              | Maruf Anowar        | Bangladesh (bandiera)  | 25 ottobre 2004       | Right-handed  | Right-arm fast        |          |
| 4              | Dane Kirby          | Australia (bandiera)   | 25 febbraio 1972      | Right-handed  | Right-arm medium      |          |
| 17             | Sumair Ali          | Pakistan (bandiera)    | 15 marzo 1994         | Right-handed  | Right-arm fast        |          |
| 27             | Usman Raja          | Pakistan (bandiera)    | 3 novembre 1987       | Right-handed  | Right-arm leg-break   |          |
| 8              | Ali Ghulam          | Pakistan (bandiera)    | 8 settembre 1989      | Right-handed  | Right-arm off-spin    |          |
| 22             | Ijaz Ahammed        | Pakistan (bandiera)    | 19 dicembre 1970      | Right-handed  | Right-arm spin        |          |
| All-rounders   |                     |                        |                       |               |                       |          |
| 69             | Kevin Kekulawala    | Italia (bandiera)      | 28 ottobre 1996       | Right-handed  | Right-arm leg-break   |          |
| 16             | Emi Ghulam          | Italia (bandiera)      | 18 settembre 1994     | Right-handed  | Right-arm fast-medium |          |
| 10             | Zaryan Ijaz         | Pakistan (bandiera)    | 8 gennaio 2004        | Right-handed  | Right-arm fast-medium |          |
| 9              | Suresh Anton        | Sri Lanka (bandiera)   | 15 marzo 1972         | Right-handed  | Right-arm spin        |          |
| Wicket-keepers |                     |                        |                       |               |                       |          |
| 46             | Ion Racila          | Moldavia (bandiera)    | 15 giugno 2001        | Right-handed  | —                     |          |
| Bowlers        |                     |                        |                       |               |                       |          |
| 58             | Michele Morettini   | Italia (bandiera)      | 25 dicembre 1991      | Right-handed  | Right-arm fast        |          |
| 169            | Safi Badar          | Afghanistan (bandiera) | 16 febbraio 1992      | Right-handed  | Slow arm fast         |          |
| 21             | Vikram Sharda       | India (bandiera)       | 15 dicembre 1985      | Right-handed  | Right-arm medium fast |          |
| 11             | Kiran Ginkal        | India (bandiera)       | 16 maggio 1994        | Right-handed  | Right-arm off break   |          |
| 12             | Ragesh Ramakrishnan | India (bandiera)       | 28 maggio 1997        | Right-handed  | Right-arm fast-medium |          |

Fonte: